# استفانو آباتی
استفانو آباتی (ایتالیایی: Stefano Abbati؛ زادهٔ ۲۳ فوریهٔ ۱۹۵۵) بازیگر اهل ایتالیا است.
از فیلم‌ها و مجموعه‌های تلویزیونی‌ای که وی در آن نقش داشته‌است، می‌توان به اتاق پسر، بهترین دوران جوانی، قطعات نمایشی کوتاه، زندگی، شیطان در بدن و مادر من اشاره کرد.